# Hipoptopomatins
Hipoptopomatí (Hypoptopomatinae) és una subfamília de siluriformes de la família dels loricàrids.
L'hipoptopomatí és un acoblament monofilètic dins de la família Loricàrid. És compost per 17 gèneres i aproximadament 80 espècies. Aquesta subfamília representa al voltant d'una desena part de tota l'espècie de loricàrids.
En gairebé tots els Hypoptopomatinae hi ha un nombre diploide de 2n = 54; aquest grup és un cariotip molt ben conservat.
Hypoptopomatinae es distribueix pels Andes des de Veneçuela fins al nord de l'Argentina. La majoria d'hipoptopomatí es troba normalment a prop de l'aigua, típicament associada amb les riberes.